# Weihnachtsinsel (Australien)
Die Weihnachtsinsel (englisch Territory of Christmas Island) ist eine 135 km² große, politisch zu Australien gehörende Insel im Indischen Ozean. Verwaltet wird sie vom australischen Ministerium für Verkehr und regionale Angelegenheiten. Hauptstadt ist Flying Fish Cove.

## Geographie und Geologie
Die Weihnachtsinsel liegt im Indischen Ozean, 350 km südlich von Java und 2616 km nordwestlich von Perth. Die Insel ist etwa 135 km² groß. Sie besteht aus einem vulkanischen Kern (Trachyt und Basalt) sowie Kalkstein, der aus den Skeletten von Kammerlingen (Foraminifera) und Steinkorallen (Scleractinia) entstanden ist. Sie erhebt sich aus einer Meerestiefe von mehr als 4000 m und ragt etwa 350 m über den Meeresspiegel. Der höchste Punkt ist der Murray Hill im Westen der Insel mit einer Höhe von 361 Metern. Die Küste ist schroff und schwer erreichbar. Ein erheblicher Anteil der Insel steht unter Naturschutz. 1980 wurde der 85 km² große Weihnachtsinsel-Nationalpark eingerichtet.

## Bevölkerung
Auf der Insel leben etwa 1843 Menschen (Stand: Census 2016). Gegenüber 2011, als noch ungefähr 2100 Menschen auf der Weihnachtsinsel lebten, ist die Zahl der Einwohner rückläufig. Die Bevölkerung besteht aus Chinesen (65 %), Europäern (25 %) und Malaien (10 %). Aufgrund der chinesischen Bevölkerungsmehrheit ist der Buddhismus die größte Religionsgemeinschaft auf der Weihnachtsinsel, gefolgt vom Christentum, dem Islam und dem Daoismus. Verbreitete Sprachen der Insel sind Englisch, Chinesisch und Malaiisch. Auf der abgelegenen Insel gibt es ein Aufnahmezentrum für Asylbewerber. Dort waren im Jahr 2019 mehr als 1000 Personen untergebracht (s. unten).
| Bevölkerungsentwicklung | Bevölkerungsentwicklung |
| Jahr der Volkszählung   | Einwohnerzahl           |
| ----------------------- | ----------------------- |
| 2001                    | 1.446                   |
| 2006                    | 1.349                   |
| 2011                    | 2.072                   |
| 2016                    | 1.843                   |
| 2021                    | 1.692                   |

## Geschichte
Die Insel war europäischen Seeleuten seit dem frühen 17. Jahrhundert bekannt. Benannt wurde sie vom Kapitän William Mynors, der sie mit dem der britischen Ostindien-Kompanie gehörenden Schiff Royal Mary am 25. Dezember 1643 erreichte. Aufgrund des Datums erhielt die Insel ihren Namen. Den ersten Besuch stattete der Insel 1688 William Dampier ab, der die Insel unbewohnt fand.
Nachdem auf der Insel Phosphat-Vorkommen entdeckt worden waren, wurde sie 1888 von der britischen Krone annektiert. Kurz darauf wurde mit der Besiedlung begonnen, überwiegend mit Arbeitskräften aus Singapur, China und Malaysia. Ab 1890 wurde dann Phosphat abgebaut.
Im Zweiten Weltkrieg war die Insel vom 31. März 1942 an von Japan besetzt. Erst im Oktober 1945 wurde die Insel wieder vom Vereinigten Königreich in Besitz genommen.
Am 1. Oktober 1958 wurde die Insel der Hoheit Australiens überstellt.
Am nordwestlichen Ende der Insel betreibt die australische Regierung seit 2001 das Christmas Island Immigration Reception and Processing Centre, eines der größten Internierungslager für asylsuchende Boatpeople.
Die Weihnachtsinsel liegt innerhalb der Migrationszone Australien. Dies bedeutet, dass anlandende Boatpeople auf Flüchtlingsbooten keinen Antrag auf Asyl in Australien stellen können und sie in Einwanderungshaft in Australien festgesetzt werden.
Anfang Februar 2020 wurden 277 Staatsangehörige Australiens wegen der COVID-19-Pandemie, die im chinesischen Wuhan begann, von China aus auf die Weihnachtsinsel ausgeflogen. Dort mussten sie eine 14-tägige Quarantäne im Christmas Island Immigration Reception and Processing Centre verbringen, bevor sie nach Australien zurückgeflogen wurden.

## Wirtschaft
Das Rückgrat der Wirtschaft der Weihnachtsinsel ist der Abbau und Export von Phosphat, das seit 1899 auf der Insel im Tagebau gewonnen wird. Seit 1990 wird der Abbau von der Phosphate Resources Limited (PRL) durchgeführt, die mit ungefähr 155 Beschäftigten der größte Arbeitgeber auf der Weihnachtsinsel ist.
Im Jahr 2012 wurden 154 560 t Phosphat im Wert von ca. 16 Mio. US$ abgebaut.
Ein weiterer Wirtschaftsfaktor ist der Tourismus.
Von 2008 bis Herbst 2018 gab es ein Aufnahmelager für Flüchtlinge.

## Flora und Fauna

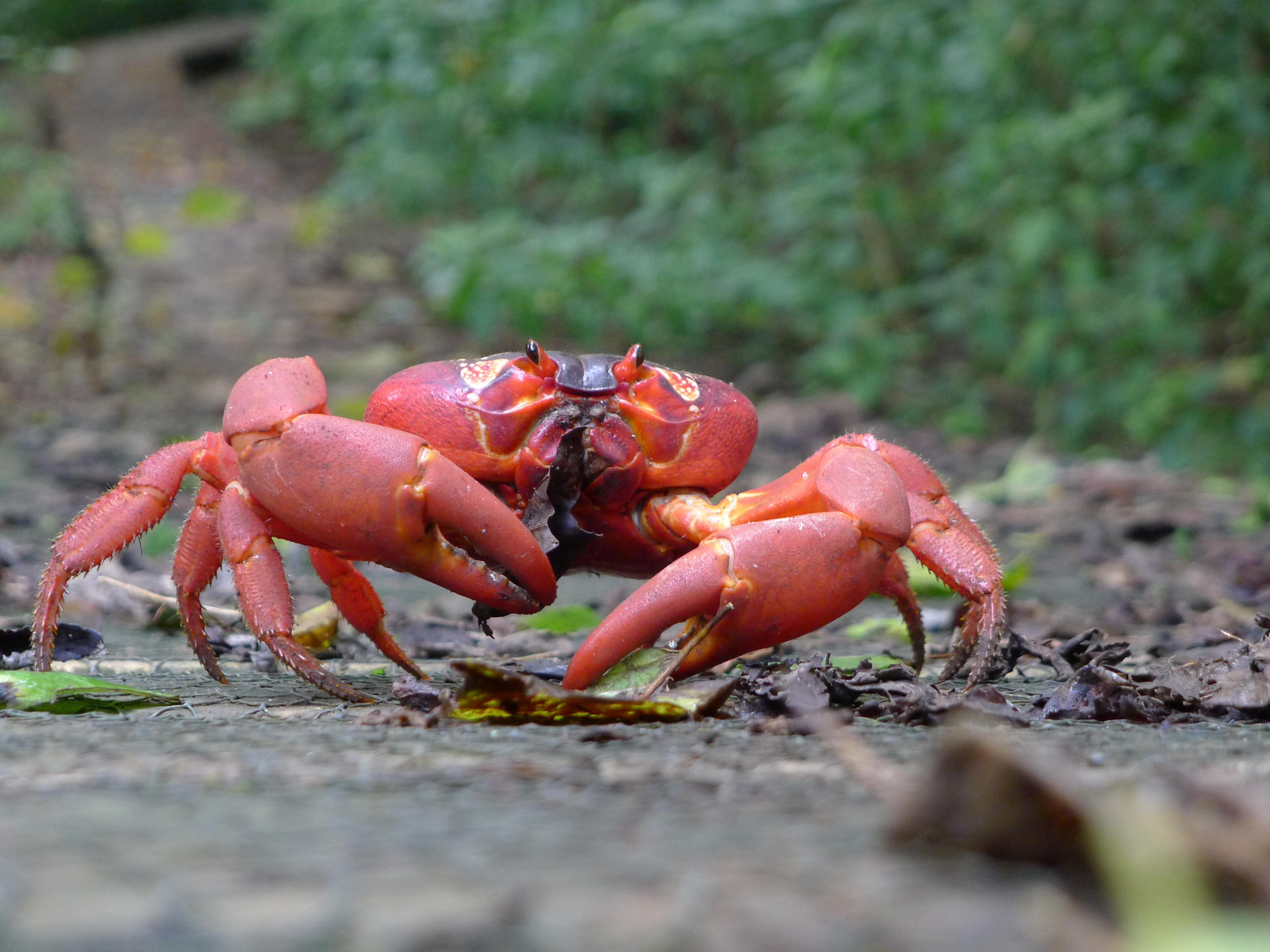
Weihnachtsinsel-Krabbe

Die Weihnachtsinsel ist zu einem großen Teil mit tropischem Regenwald bedeckt.
Während die Tierwelt früher unter dem massiven Phosphatabbau zu leiden hatte, stellt heute die aus Afrika eingeschleppte Gelbe Spinnerameise (Anoplolepis gracilipes) die größte Gefährdung für die autochthone Tierwelt dar. Es wird nach Mitteln zur Eindämmung dieser Ameisenart gesucht, die bereits auf einem Viertel der Insel verbreitet ist.
Die rotgefärbten Weihnachtsinsel-Krabben (Gecarcoidea natalis) kommen nur hier und auf den Kokosinseln vor. Jedes Jahr im November (je nach Mondphase) strömen Millionen von Krabben aus dem Wald zur Küste, um dort ihre Eier ins Meer abzugeben. Die Populationsdichte betrug nach der letzten Zählung im Jahr 2015 280.000 Krabben pro km², damit hat die Weihnachtsinsel die höchste Krabbendichte weltweit. Außerdem gibt es auf der Insel die weltweit größte Population der Palmendiebe (Birgus latro), einem Krebstier.
Insgesamt sind die wirbellosen Tiere der Weihnachtsinsel kaum erforscht und hunderte Arten warten noch auf ihre Beschreibung. Erfasst sind bislang 14 Schnecken-Arten, 70 Arten von Nachtfaltern, darunter Moca chlorolepis, sowie 28 Tagfalter, darunter Brenthia elachista, 90 Käfer-Arten, darunter die Marienkäferart Henosepilachna nativitatis, 30 Arten von Spinnentieren und die Ohrwurmart Paralabella murrayi. 53 Arten wurden (absichtlich oder unabsichtlich) eingeführt, darunter Honigbienen, Taufliegen, Schaben, die Hundertfüßerart Scolopendra morsitans, die Kapuzen-Wolfszahnnatter (Lycodon capucinus), die Große Achatschnecke sowie die bereits erwähnte Gelbe Spinnerameise.

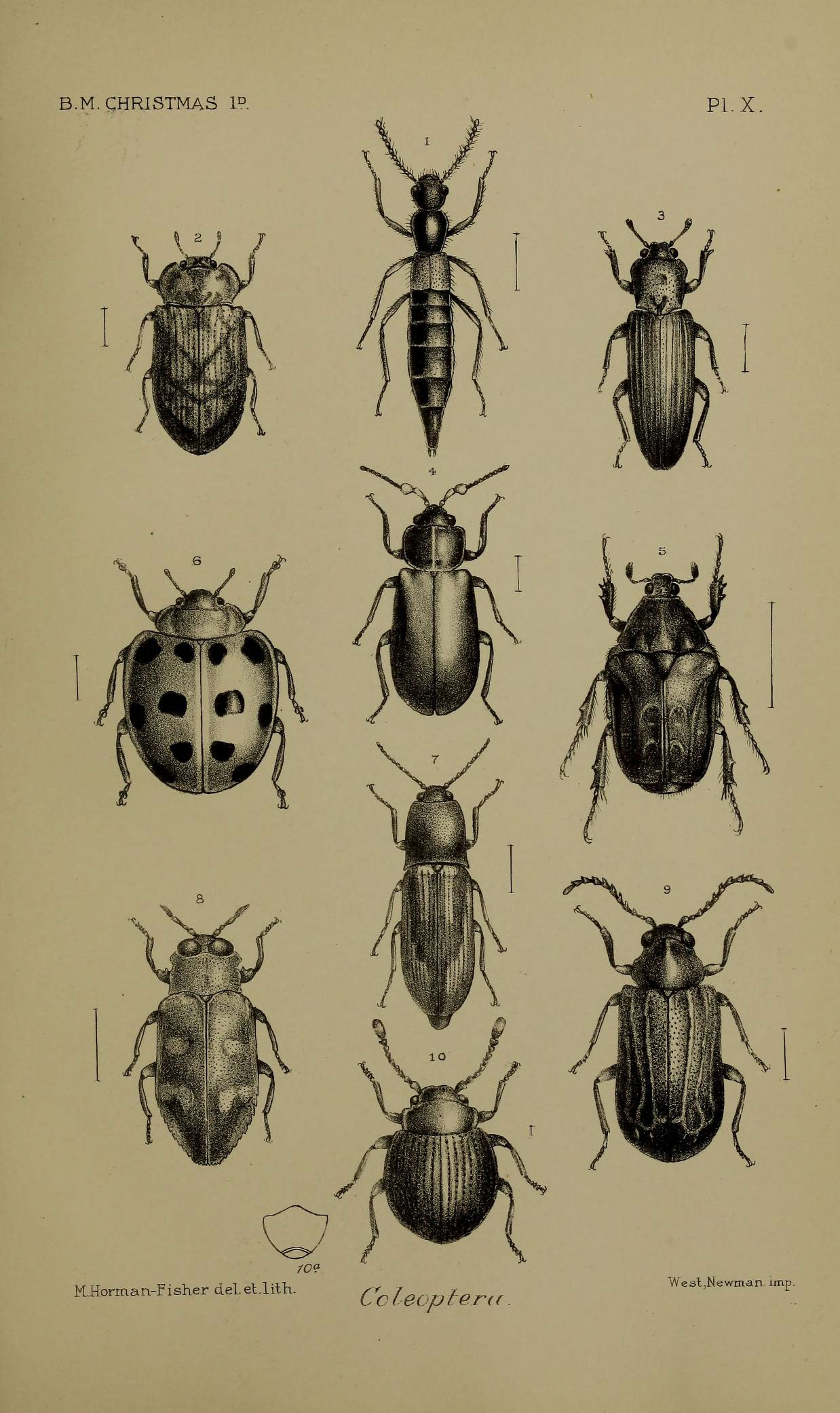
Einige Insekten von der Weihnachtsinsel

Insgesamt findet man auf der Insel 23 Vogelarten, darunter 9 Arten Meeresvögel. Vögel, die nur auf dieser Insel brüten, sind der Weißbauch-Fregattvogel (Fregata andrewsi), der Graufußtölpel (Papasula abbotti), der Weihnachtsinselkauz (Ninox natalis), die Dunkle Fruchttaube (Ducula whartoni) sowie je eine Unterart des Bänderhabichts, der Weihnachtsinsel-Bänderhabicht (Accipiter fasciatus natalis), und der Südseedrossel, die Weihnachtsinsel-Südseedrossel (Turdus poliocephalus erythropleurus). Auch der Weißschwanz-Tropikvogel (Phaethon lepturus fulvus), der als Wappentier die Flagge des Territoriums ziert, ist auf dieser Insel endemisch.
Ursprünglich gab es auf der Weihnachtsinsel fünf Säugetierarten. Die beiden ehemals heimischen Ratten, die Weihnachtsinsel-Ratte und die Maclear-Ratte, starben gegen 1903 aus. Auch zwei Parasiten der Maclear-Ratte, die Schildzeckenart Ixodes nitens und die Flohart Xenopsylla nesiotes, gelten als ausgestorben. Die Weihnachtsinsel-Spitzmaus (Crocidura trichura), die man Anfang des 20. Jahrhunderts für ausgestorben hielt, wurde 1985 wiederentdeckt. Bei intensiven Suchen im Jahre 2000 konnte jedoch kein Exemplar mehr nachgewiesen werden. Der Bestand des Weihnachtsinsel-Flughunds (Pteropus melanotus natalis) ist stark rückläufig. Die Weihnachtsinsel-Zwergfledermaus (Pipistrellus murrayi) wurde seit 2009 nicht mehr gesichtet und gilt seit 2017 als ausgestorben. Vier Arten wurden eingeführt: die Hausratte, die Hausmaus, die Hauskatze und der Haushund.
Von den ursprünglich vorkommenden sechs Reptilien-Arten sind fünf endemisch: zwei Skinke, zwei Geckos und eine Blindschlangen-Art. Von der Geckoart Lepidodactylus listeri existieren 43 Exemplare in menschlicher Obhut; in der Wildnis gilt sie als ausgestorben. Die Geckoart Cyrtodactylus sadleiri gilt als stark gefährdet. Die Skinkart Emoia nativitatis gilt seit 2017 als ausgestorben, nachdem 2014 das letzte Weibchen in menschlicher Obhut starb. Die Skinkart Cryptoblepharus egeriae gilt als in der Wildnis ausgestorben. Die Blindschlangenart Ramphotyphlops exocoeti gilt als stark gefährdet. Eine Population des Mangroven-Schlankskinks (Emoia atrocostata), der in Asien, Australien und im Pazifik weitverbreitet ist, gilt seit 2004 als erloschen. Fünf weitere Arten wurden eingeführt, darunter der Asiatische Hausgecko (Hemidactylus frenatus).
Die endemische Orchideenart Zeuxine exilis galt von 1904 bis 2009 als verschollen. Die Peperomienart Peperomia rossii ist nur von den Typusexemplaren aus dem Jahr 1898 bekannt und gilt seitdem als verschollen oder möglicherweise ausgestorben. Die Palmenart Arenga listeri gilt als gefährdet.
1980 wurde der Weihnachtsinsel-Nationalpark eingerichtet, so dass die Insel mittlerweile zu zwei Dritteln unter Naturschutz steht.

## Verkehr
International wird die Weihnachtsinsel durch den Flughafen Weihnachtsinsel verbunden. Auf der Weihnachtsinsel gab es neben dem Straßenverkehr auch eine Eisenbahnstrecke, die Christmas Island Phosphate Railway, die für den Phosphatabbau errichtet wurde, heute aber stillgelegt ist und inzwischen demontiert wurde.

## Klimatabelle
|                       | Jan   | Feb   | Mär   | Apr   | Mai   | Jun   | Jul  | Aug  | Sep  | Okt  | Nov   | Dez   |   |         |
| Mittl. Tagesmax. (°C) | 28,0  | 28,0  | 28,4  | 28,3  | 27,9  | 27,1  | 26,3 | 26,1 | 26,2 | 27,0 | 27,4  | 27,8  | ⌀ | 27,4    |
| Mittl. Tagesmin. (°C) | 22,7  | 22,6  | 23,1  | 23,5  | 23,8  | 23,2  | 22,5 | 22,1 | 22,1 | 22,6 | 22,8  | 22,6  | ⌀ | 22,8    |
|                       |       |       |       |       |       |       |      |      |      |      |       |       |   |         |
| Niederschlag (mm)     | 276,8 | 331,2 | 283,4 | 228,6 | 166,3 | 167,8 | 98,8 | 41,7 | 32,1 | 54,3 | 133,0 | 190,6 | Σ | 2.004,6 |
|                       |       |       |       |       |       |       |      |      |      |      |       |       |   |         |
| Regentage (d)         | 17,7  | 19,3  | 20,4  | 17,3  | 14,8  | 13,9  | 12,3 | 9,8  | 8,1  | 7,5  | 10,4  | 14,1  | Σ | 165,6   |

| 22,7 |

| 22,6 |

| 23,1 |

| 23,5 |

| 23,8 |

| 23,2 |

| 22,5 |

| 22,1 |

| 22,1 |

| 22,6 |

| 22,8 |

| 22,6 |

| 22,7 |

| 22,6 |

| 23,1 |

| 23,5 |

| 23,8 |

| 23,2 |

| 22,5 |

| 22,1 |

| 22,1 |

| 22,6 |

| 22,8 |

| 22,6 |